# Eremicaster pacificus
Eremicaster pacificus är en sjöstjärneart som först beskrevs av Ludwig 1905.  Eremicaster pacificus ingår i släktet Eremicaster och familjen Porcellanasteridae. Inga underarter finns listade i Catalogue of Life.